# Mary Richardson

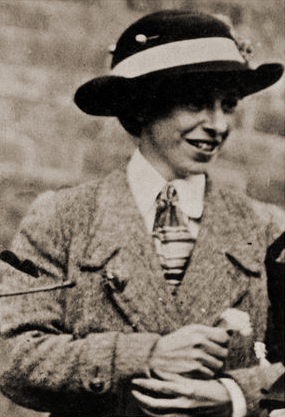
Mary Richardson, vor 1914

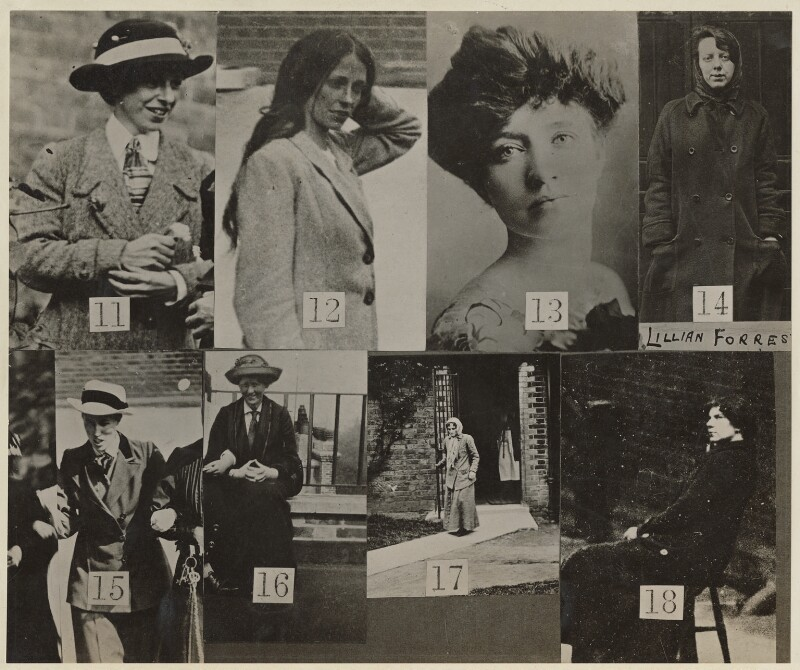
Erkennungsblatt mit zu überwachenden Suffragetten, 1914

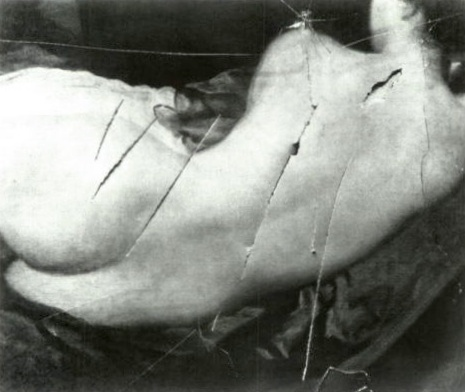
Durch Richardson verursachter Schaden an Diego Velázquez’ Venus vor dem Spiegel.

Mary Raleigh Richardson (* 1882 oder 1883; † 7. November 1961 in Hastings, East Sussex) war eine kanadisch-britische Suffragette, Autorin und politische Aktivistin. Sie war in der Frauenwahlrechtsbewegung im Vereinigten Königreich aktiv und beging dabei Vandalismus und Brandstiftung. Später war sie erst Labour-Parlamentskandidatin und dann Leiterin der Frauensektion der British Union of Fascists (BUF) von Oswald Mosley.

## Leben
Richardson wuchs in Belleville, Ontario, auf. Im Jahr 1898 reiste sie nach Paris und Italien. Sie lebte in Bloomsbury, London und war 1910 Zeugin des sogenannten Schwarzen Freitags in London.
Richardson veröffentlichte einen Roman, Matilda and Marcus (1915), und drei Gedichtbände, Symbol Songs (1916), Wilderness Love Songs (1917), und Cornish Headlands (1920).
Richardson war aktives Mitglied der Women’s Social and Political Union (WSPU). Als gegen Ende der 1900er Jahre die Suffragetten-Bewegung wegen der geringen Fortschritte in der Sache zu militanteren Aktionen überging, befürwortete insbesondere die WSPU unter der Leitung von Emmeline Pankhurst die Zerstörung von Eigentum, um auf das Thema Frauenwahlrecht aufmerksam zu machen. Die Gewaltanwendung war wechselseitig: Richardson arbeitete im Presse-Laden der WSPU, zusammen mit Helen Craggs, und berichtete über die obszönen Beschimpfungen, die ihr von männlichen „Schaulustigen“ und anderen zugeflüstert wurden, die auch kamen, um das Frauenwahlrechtsmaterial zu zerreißen.
Richardson gab an, am 4. Juni 1913 beim Derby Stakes in Epsom gewesen zu sein, als Emily Davison vor das Pferd des Königs sprang. Davison starb im Epsom Cottage Hospital. Richardson wurde Berichten zufolge von einem wütenden Mob verfolgt und verprügelt, fand aber im Bahnhof von Epsom bei einem Bahnschaffner Zuflucht.
Sie verübte mehrere Brandstiftungen, warf Fensterscheiben des Innenministeriums ein und legte eine Bombe auf einen Bahnhof. Sie wurde neunmal verhaftet und erhielt Gefängnisstrafen von insgesamt mehr als drei Jahren. Sie war eine der ersten beiden Frauen, die im Holloway Prison wegen Hungerstreiks zwangsernährt wurden, dann entlassen wurden, um sich zu erholen und nach dem sogenannten Cat-and-Mouse-Act (Prisoners (Temporary Discharge for Ill Health) Act 1913) erneut verhaftet zu werden. Im Gefängnis wurde Richardson fotografiert. Dieses Foto wurde mit anderen, teilweise heimlich aufgenommenen, zu einer Seite zusammengefügt, die Polizisten gezeigt werden konnte, um verdächtige Frauen zu identifizieren. Sie war die Nummer 11 auf einem Blatt, auf dem auch Lilian Lenton (12), Kitty Marion (13), Lillian Forrester (14), eine Miss Johansson (15), Clara Giveen (16), Sarah Jane Baines (17) und Miriam Pratt (18) abgebildet waren. Diese Erkennungsblätter wurden 1914 in Umlauf gebracht.
Richardson wurde wie viele andere Suffragetten von der WSPU mit der sogenannten „Hungerstreik-Medaille“ For Valour ausgezeichnet und war stolz darauf, mehr „Streifen“ für wiederholte Hungerstreiks als andere. Nach einem ihrer Hungerstreiks erholte sich Richardson im Cottage von Lillian Dove-Willcox im Wye-Tal. Richardson verehrte Dove-Willcox und schrieb ihr das Gedicht The Translation of the Love I Bear Lillian Dove.
Am 10. März 1914 drang Richardson in die National Gallery in London ein und hackte mit einem Hackmesser, das sie mit hinein geschmuggelt hatte, auf die Rokeby Venus von Diego Velázquez ein. Das Bild konnte wieder hergestellt werden. Sie hatte für die WSPU eine kurze Erklärung verfasst, in der sie ihr Vorgehen erklärte und die von der Presse, die sie im Übrigen als „Slasher Mary“ bezeichnete, veröffentlicht wurde:

„I have tried to destroy the picture of the most beautiful woman in mythological history as a protest against the Government for destroying Mrs Pankhurst, who is the most beautiful character in modern history. Justice is an element of beauty as much as colour and outline on canvas. Mrs Pankhurst seeks to procure justice for womanhood, and for this she is being slowly murdered by a Government of Iscariot politicians. If there is an outcry against my deed, let every one remember that such an outcry is an hypocrisy so long as they allow the destruction of Mrs Pankhurst and other beautiful living women, and that until the public cease to countenance human destruction the stones cast against me for the destruction of this picture are each an evidence against them of artistic as well as moral and political humbug and hypocrisy.“

„Ich habe versucht, das Bild der schönsten Frau der Mythologie zu zerstören, um gegen die Regierung zu protestieren, die Frau Emmeline Pankhurst, die schönste Figur der modernen Geschichte, zu zerstören versucht. Die Gerechtigkeit ist ein Element der Schönheit, ebenso wie Farbe und Konturen auf der Leinwand. Frau Pankhurst versucht, der Frauenwelt Gerechtigkeit zu verschaffen, und dafür wird sie von einer Regierung aus verräterischen Politikern langsam ermordet. Wenn es einen Aufschrei über meine Tat gibt, möge sich jeder daran erinnern, dass ein solcher Aufschrei eine Heuchelei ist, solange man die Zerstörung von Frau Pankhurst und anderen schönen lebenden Frauen zulässt, und dass, bis die Öffentlichkeit aufhört, die Zerstörung von Menschen zu dulden, die Steine, die gegen mich wegen der Zerstörung dieses Bildes geworfen werden, alle ein Beweis für künstlerischen wie auch moralischen und politischen Humbug und Heuchelei sind.“

Bei der Parlamentswahl 1922 trat Richardson im Wahlkreis Acton für die Labour Party an und belegt mit 26,2 % den zweiten Platz. Bei der Wahl 1924 war Richardson die Kandidatin der Acton Democratic Labour Party, die im Mai 1924 von einer Reihe ehemaliger Mitglieder der Labour Party gegründet wurde, die im Jahr zuvor aufgrund einer Spaltung der lokalen Labour Party ausgetreten waren. Die Democratic Labour Party verfolgte eine linke Politik und wurde von der Kommunistischen Partei unterstützt. Richardson erreichte den vierten Platz mit 7,6 % der Stimmen.  Obwohl sie 1926 als potenzielle Parlamentskandidatin für den ländlichen Wahlkreis Bury St Edmunds aufgestellt wurde, trat sie bei den Wahlen 1929 nicht an. 1931 wurde sie in letzter Minute als Labour-Kandidatin in Aldershot gegen Roundell Palmer, den Amtsinhaber der Conservative Party, aufgestellt und verlor deutlich.
Nachdem sie zu der Überzeugung gelangt war, dass der Faschismus der „einzige Weg zu einem Groß-Britannien“ sei, schloss sich Richardson 1932 der British Union of Fascists (BUF) unter der Führung von Oswald Mosley an. Sie behauptete: „Ich fühlte mich zu den Schwarzhemden hingezogen, weil ich in ihnen den Mut, die Tatkraft, die Loyalität, die Dienstbereitschaft und die Fähigkeit zu dienen sah, die ich in der Suffragettenbewegung kennen gelernt hatte.“ Richardson stieg in den Reihen der BUF schnell auf und war 1934 Cheforganisatorin der Frauensektion der Partei. Sie verließ die Partei innerhalb von zwei Jahren wieder, nachdem sie bezüglich der Aufrichtigkeit der Frauenpolitik der BUF desillusioniert war. Zwei weitere prominente Suffragettenführerinnen, die hohe Ämter in der BUF bekleideten, waren Norah Elam und Mary Sophia Allen.
Im Jahr 1930 adoptierte sie einen kleinen Jungen namens Roger Robert, dem sie ihren Nachnamen gab. Richardson veröffentlichte 1953 ihre Autobiografie Laugh a Defiance, in der sie ihre Zeit in der WSPU ausführlich hervorhob und sich auf ihr populäres Image als „Slasher Mary“ konzentrierte, aber über spätere Aktivitäten schwieg.
Sie starb im Alter von 78 Jahren in ihrer Wohnung in Hastings.